# 1841 a tudományban
Az 1841. év a tudományban és a technikában.

## Események

### Matematika
- Karl Weierstrass felfedezi a Laurent-sorozatokat, de nem publikálja.
- A matematikai abszolút érték fogalmának bevezetése.

### Egyéb terület
- Charles Wheatstone feltalálja a nyomtatós távírógépet, és javaslatot készít az idő-multiplekx távírórendszerre.
- A hipnózis alkalmazása a gyógyászatban.
- Friedrich Henle német orvos felfedezi a belső elválasztású mirigyeket, amelyek termékeiket közvetlenül a véráramba bocsátják.[1]

## Díjak
- Copley-érem: Georg Ohm[2]
- Wollaston-érem: Adolphe Theodore Brongniart

## Születések
- január 28. – Henry Morton Stanley felfedező, újságíró, († 1904).
- február 2. – François-Alphonse Forel a tavak tanulmányozásának úttörője († 1912).
- február 24. – Carl Gräbe kémikus († 1927).
- március 3. – John Murray kanadai születésű brit oceanográfus, tengerbiológus és limnológus, úttörő munkásságát elismerve az oceanográfia atyjának tekintik († 1914).
- március 6. – Alfred Cornu fizikus († 1902).
- április 2. – Clément Ader mérnök, feltaláló, a repülők úttörője († 1926).
- április 3. – Hermann Carl Vogel amerikai csillagász († 1907)
- augusztus 25. – Emil Theodor Kocher az 1909-es Fiziológiai és orvostudományi Nobel-díj nyertese († 1917).

## Halálozások
- március 16. – Félix Savart francia fizikus, orvos, nevéhez is fűződik a Biot–Savart-törvény (* 1791).
- szeptember 9. – Augustin Pyramus de Candolle botanikus (* 1778).
- október 28. – Johan August Arfwedson kémikus (* 1792).